# Allodia latilobata
Allodia latilobata är en tvåvingeart som beskrevs av Zaitzev 1983. Allodia latilobata ingår i släktet Allodia och familjen svampmyggor. Inga underarter finns listade i Catalogue of Life.